# 札幌市立福井野中学校
札幌市立福井野中学校（さっぽろしりつ ふくいのちゅうがっこう）は、札幌市西区福井に所在する公立中学校。

## 教育目標
未来をめざし豊かな社会を拓く
1. 高い知性をみがく
2. 豊かな心をひらく
3. 逞しいからだをつくる

## 概要
- 1983年 札幌市立西野中学校から移籍、開校。
宅地造成地域のため、年度ごとの生徒数の増加・減少が顕著である。
- 札幌市立福井野小学校がすぐ下に近接している。
- しばしば東区の福移中学校と間違われる。
- 山を切り崩して建設された、3階建ての校舎である。
- 部活動では、合唱部が良い成績を残しているほか、柔道個人戦でも良い戦績を収めている。また市内でもインターネット回線の導入が早く、「バーチャル雪祭り」では、全国の中高生とネットで会議を重ねながら、雪像のプランを練り、実際に北海道札幌新川高等学校などと協力して、雪祭りの雪像作りを行った。
- 校舎は同区内の札幌市立八軒中学校と同様に内部の中心に光庭が設置されている。

## 校区
札幌市立福井野小学校、札幌市立平和小学校、札幌立西野小学校

## 周辺施設等
- 西野交番（西野9条4丁目6番37号）
- 西消防署平和出張所（西区平和2条丁目）